# Acylita distincta
Acylita distincta  là một loài bướm đêm thuộc họ Noctuidae. Nó được tìm thấy ở Brasil. Sải cánh dài khoảng 26 mm.